# Shikaripur
Shikarpur (o Shikaripur, Shikaripura) è una città dell'India di 31.508 abitanti, situata nel distretto di Shimoga, nello stato federato del Karnataka. In base al numero di abitanti la città rientra nella classe III (da 20.000 a 49.999 persone).

## Geografia fisica
La città è situata a 14° 16' 0 N e 75° 20' 60 E e ha un'altitudine di 602 m s.l.m..

## Società

### Evoluzione demografica
Al censimento del 2001 la popolazione di Shikarpur assommava a 31.508 persone, delle quali 16.000 maschi e 15.508 femmine. I bambini di età inferiore o uguale ai sei anni assommavano a 3.883, dei quali 1.970 maschi e 1.913 femmine. Infine, coloro che erano in grado di saper almeno leggere e scrivere erano 22.511, dei quali 12.075 maschi e 10.436 femmine.